# Ястшембка
Ястшембка (пол. Jastrzębka) — річка в Польщі, у Вадовицькому повіті Малопольського воєводства. Ліва притока Скавинки, (басейн Балтійського моря).

## Опис
Довжина річки приблизно 7,83 км, найкоротша відстань між витоком і гирлом — 4,66 км, коефіцієнт звивистості річки — 1,68 . Формується багатьма безіменними струмками.

## Розташування
Бере початок на північно-східних схилах погорба Ястшемб'я Гура (388,1 м) (гміна Лянцкорона). Тече переважно на північний схід через Ястшемб'я, Іздебник і у Бертовиці впадає в річку Скавинку, праву притоку Вісли.

## Цікавий факт
- У селі Іздебник річку перетинає автошлях  52 (Бєльсько-Бяла — Кенти — Андрихув — Вадовиці — Кальварія-Зебжидовська — Іздебник — Бертовиці).